# James Ball
James Ball, född 7 maj 1903 i Dauphin i Manitoba, död 2 juli 1988 i Victoria i British Columbia, var en kanadensisk friidrottare.
Ball blev olympisk silvermedaljör på 400 meter vid sommarspelen 1928 i Amsterdam.